# Hôtel de ville d'Auray
L'hôtel de ville d'Auray est un édifice public accueillant l'administration municipale de la ville d'Auray, dans le Morbihan.

## Localisation
L'édifice est situé sur la place de la République, au centre-ville d'Auray.

## Historique
La municipalité d'Auray émet en 1742 un souhait pour construire la mairie à l'est des halles. De premiers plans sont conçus en 1772 par M. de Saint-Pierre, ingénieur du Roi à la Compagnie française des Indes orientales. Ceux-ci sont remaniés en 1775 par Jean Detaille de Kerroyant,. Ces plans prévoyait l'accolement de l'édifice aux halles et à l'auditoire de la sénéchaussée, siège de l'assemblée municipale, qui préexistaient sur la place.
La construction s'étale de 1776 à 1782. Une campagne de consolidation du beffroi est menée en 2013.
En 1907, est construit dans le prolongement des halles au nord-ouest, un bâtiment accueillant, jusqu'en 2006, le tribunal d'instance et un théâtre à l'italienne (inscrit monument historique en 2016).
De nouvelles halles sont construites, à l'emplacement des anciennes et toujours dans le prolongement de la mairie, en 1999.

### Protection
Les façades et toitures, ainsi que le beffroi, sont inscrits au titre des monuments historiques par arrêté du 11 octobre 1963.

## Architecture
Le bâtiment est construit en calcaire de Taillebourg,. Son style est typiquement français.
Il s'inspire de l'hôtel de ville de Rennes, notamment pour son beffroi.